# Alfred Giard
Alfred Mathieu Giard, född 8 augusti 1846 i Valenciennes, Frankrike, död 8 augusti 1908 i Orsay, Frankrike, var en fransk zoolog, som 1873 blev professor i Lille, 1887 vid École normale och 1888 vid Faculté des sciences i Paris. Han höjde genom sina skrifter över ryggradslösa djur och sin lärarverksamhet intresset för biologistudier i Frankrike. Postumt gavs Giards Oeuvres diverses ut i 2 band, 1911-13.

## Biografi
År 1867 började Giard sina studier i naturvetenskap vid École normale Supérieure, följt av arbete som préparateur de zoologie vid Henri de Lacaze-Duthiers laboratorium i Paris. År 1872 försvarade han sin doktorsavhandling med en studie om sammansatta ascidianer med titeln "Recherches sur les ascidies composées ou synascidies". Åren 1873–1882 var han biträdande professor i naturhistoria vid naturvetenskapliga fakulteten i Lille och var under tiden även knuten till Institut industriel du Nord. År 1874 grundade han en biologisk station i Wimereux för att bekanta sina elever med marina och markbundna organismer. Vid Lille krediteras han för att ha satt ihop en utmärkt zoologiskola.
År 1887 blev han lektor vid École normale Supérieure, och från 1888 till sin död var han professor vid vetenskapsfakulteten i Paris och innehade professuren i "evolution av levande organismer". Efter sin död efterträddes han på stationen Wimereux av Maurice Caullery. Bland hans många studenter och assistenter fanns vetenskapsfilosofen Félix Le Dantec. Giard påverkades av Ernst Haeckels arbete och ansåg att lamarckism och darwinism var kompletterande teorier. Från 1904 till 1908 var han president för Société de biologie.
Giard dog i Orsay den 8 augusti 1908 på sin sextioandra födelsedag.

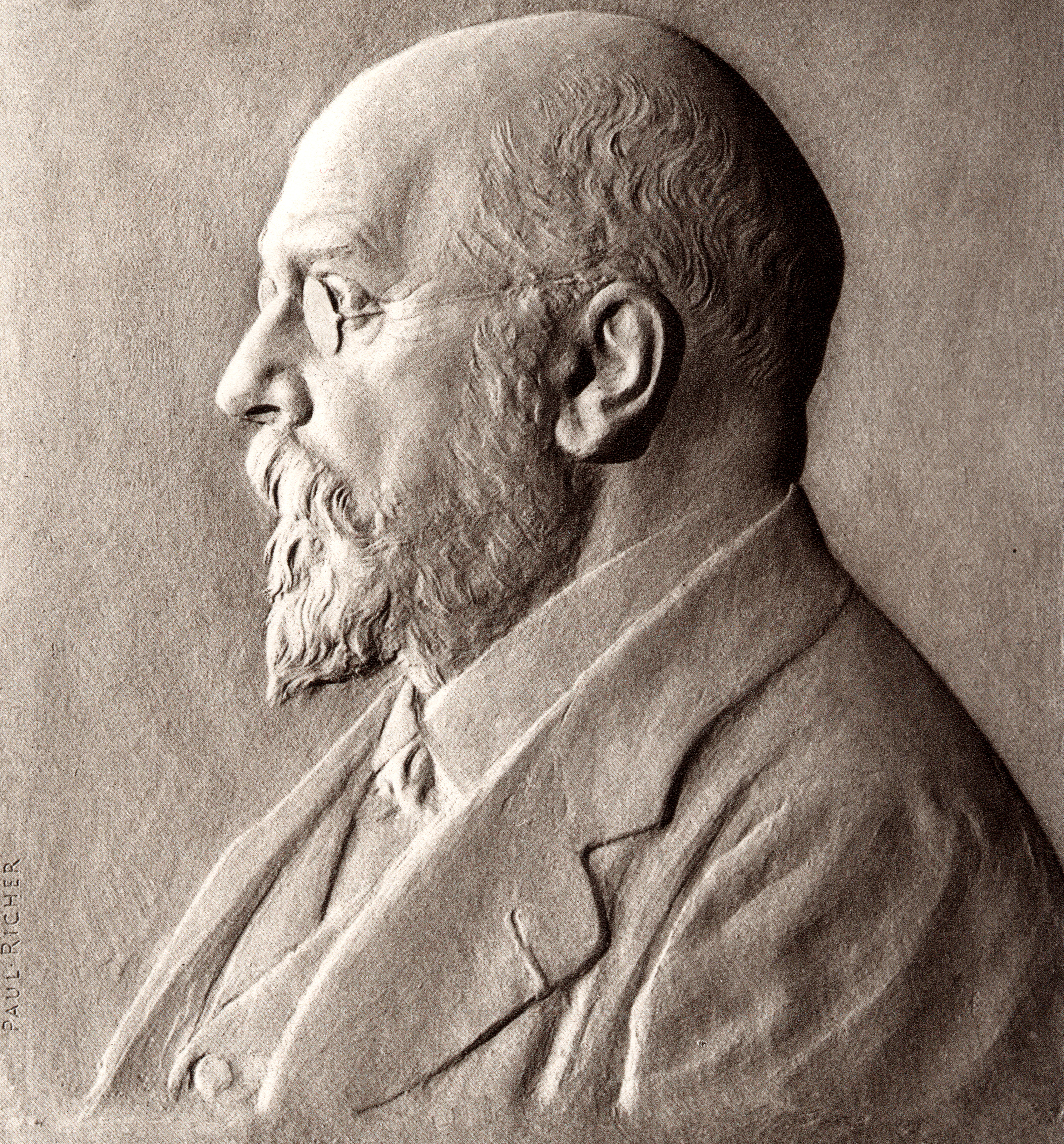
Alfred Mathieu Giard av Paul Richer.

## Vetenskapligt arbete
Giard var särskilt intresserad av förhållandet mellan värd och parasit i naturen (både växter och djur) och använde termen "parasitisk kastrering" för att definiera sexuella karakteristiska förändringar i värden som ett resultat av parasiten, även när värdens könkörtlar inte är direkt involverade. Han tillskrivs en beskrivning av Giardia lamblia, en gastrointestinal protozo parasit som är uppkallad efter honom själv och den tjeckiska läkaren Vilem Dusan Lambl. Sjukdomen i samband med parasiten kallas ibland giardiasis. År 1877 var han den första forskaren som beskrev fylumet Orthonectida (parasiter av Ophiurida).
År 1894 introducerade han termen "anhydrobios" (organismernas förmåga att överleva extrem uttorkning). År 1905 myntade Giard ordet poecilogonie för att beskriva ett fenomen där liknande vuxna exemplar utvecklas från olika larver hos marina ryggradslösa djur.
Giard är också ihågkommen för sin omfattande forskning om kräftdjur, särskilt Epicaridea (parasitiska isopoder) och medlemmar av familjen Bopyridae. Bland hans många publikationer finns 300 som ägnas åt entomologi. Han var en viktig person inom tillämpad entomologi i Frankrike och medlem av Société entomologique de France. 

## Utmärkelser och hedersbetygelser
- Riddare av Hederslegionen,  19 april 1895[7]
- Serres-priset,  1896[8]
- Petit d'Ormoy, Carrière, Thébault-priset,  1899[8][9]
- Jean Reynaud-priset,  1926[8]
- Hedersdoktor vid Oxfords universitet
- Riddare av Leopoldsorden
- Kommendör av Nordstjärneorden

[Redigera Wikidata]